# Stibara nigricornis
Stibara nigricornis är en skalbaggsart som först beskrevs av Fabricius 1781.  Stibara nigricornis ingår i släktet Stibara och familjen långhorningar.
Artens utbredningsområde är Sri Lanka. Inga underarter finns listade i Catalogue of Life.